# 源光寺 (埼玉県松伏町)
源光寺（げんこうじ）は、埼玉県北葛飾郡松伏町にある浄土宗の寺院。

## 歴史
開山は長蓮社観誉祐宗である。創建年については、1469年（文明元年）とも、1473年（文明5年）とも、1509年（永正6年）ともいわれている。1900年（明治33年）の火事で記録を散逸してしまったためである。当寺では文明元年説を採っている。
かつての当寺の境内は現在よりも広く、当寺の門から一直線に伸びている道も参道であった（現在は松伏町道）。
戦後の1954年（昭和29年）に浄土宗を離脱し単立寺院となったが、1991年（平成3年）に復帰している。前年の1990年（平成2年）に末寺の「林光寺」「阿弥陀寺」「無量寺」を吸収合併している。

## 文化財
- 源光寺の帰依仏塔（松伏町指定有形文化財 昭和50年6月1日指定）[3]

## 交通アクセス
- 路線バス松伏第二中学校入口停留所より徒歩4分。